# Conferência Internacional de Engenharia de Software
A Conferência Internacional de Engenharia de Software - com sigla ICSE (formada a partir do inglês International Conference on Software Engineering) é uma das maiores conferências anuais de engenharia de software.  A primeira conferência ICSE ocorreu em 1975 em Washington DC.